# Bruegel
Bruegel – Bruegel – to niezależny, europejski, ekonomiczny think tank z siedzibą w Brukseli, którego działalność skupia się głównie na badaniach z zakresu polityki gospodarczej i ekonomii. Bruegel funkcjonuje w oparciu o zarządzanie i finansowanie z państw członkowskich Unii Europejskiej, międzynarodowych korporacji oraz innych instytucji.

## Członkowie
Państwa członkowskie: Austria, Belgia, Cypr, Czechy, Dania, Finlandia, Francja, Hiszpania, Holandia, Irlandia, Luksemburg, Niemcy, Polska, Słowenia, Szwecja, Węgry, Wielka Brytania oraz Włochy.
Korporacje międzynarodowe: Areva, BP, Deutsche Bank, Deutsche Telekom, EMI, NYSE Euronext, Fortis, GDF Suez, Goldman Sachs, IBM, Nokia, Novartis, Pfizer, Renault, Samsung Electronics, Thomson, Unicredit, Europejski Bank Inwestycyjny.
Z Brueglem współpracują następujące instytuty i ośrodki badawcze: Centre d'études prospectives et d'informations internationales (CEPII), Centre for European Reform, Center for Economic Studies (CESifo), Indian Council for Research on International Economic Relations (ICRIER), Kiel Institute for the World Economy (IfW), Korean Institute for International Economic Policy (KIEP), Peterson Institute.

## Zarząd
Pierwszym prezesem Bruegla był włoski ekonomista Mario Monti (2004–2008), którego w czerwcu 2008 zastąpił Leszek Balcerowicz. Mario Monti pozostał honorowym przewodniczącym think tanku. Dyrektorem Bruegla jest francuski ekonomista Jean Pisani-Ferry, zaś przewodniczącym rady naukowej Paul Seabright.